# 小行星2829
小行星2829（2829 Bobhope）是一颗围绕太阳公转的小行星。1948年8月9日，歐內斯特·倫納德·詹森在约翰内斯堡发现了此天体。
該小行星以美國喜劇演員鲍勃·霍普命名。
这颗小行星的绝对星等为339.6282723035841等。